# Pesta (folktro)

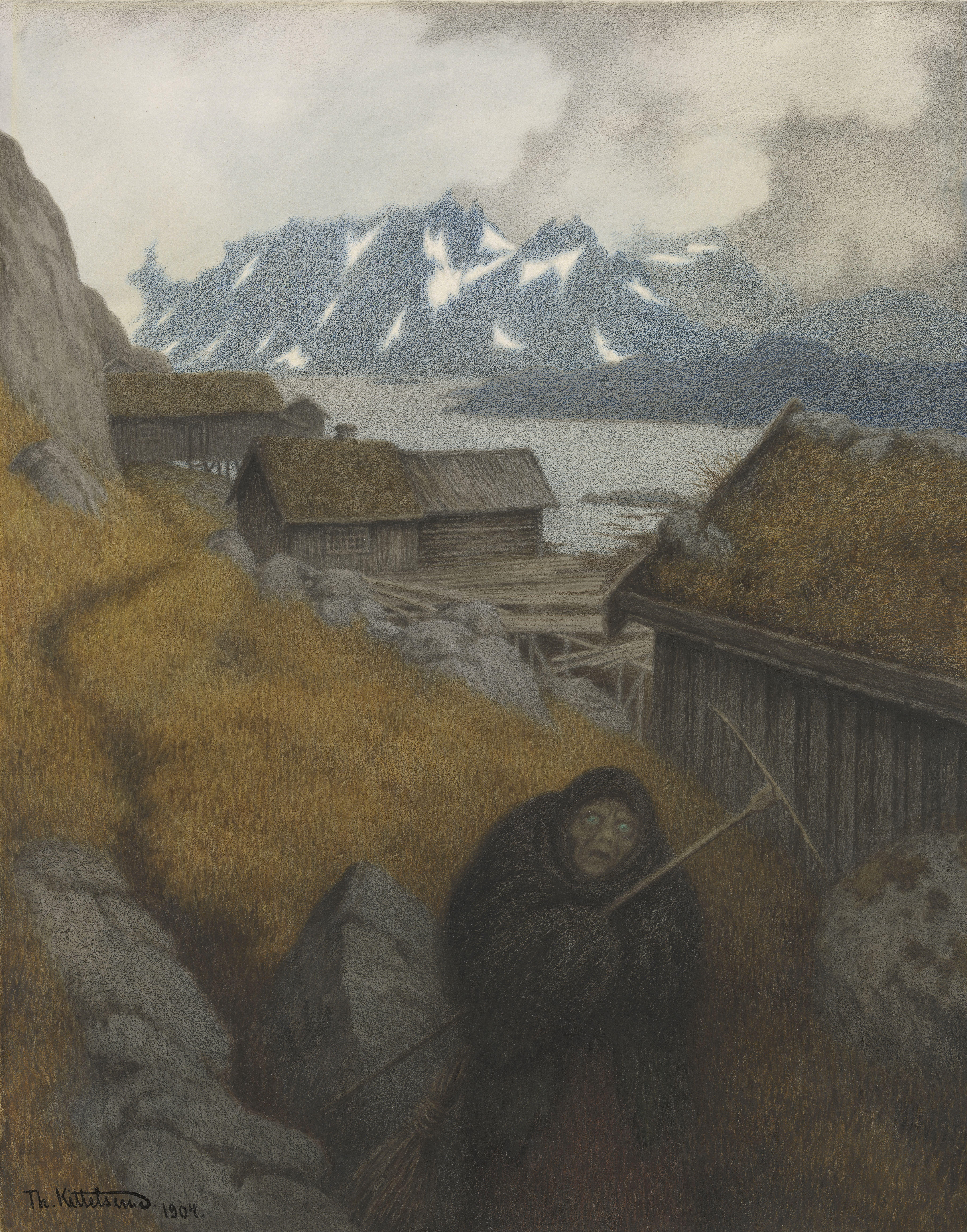
I gamla norska sagor är «Pesta» namn på ett ohyggligt öde, ofta beskrivet som en gammal kvinna, som förde med sig Digerdöden. Bilden visar Theodor Kittelsens «Pesta farer landet rundt» från 1904. Teckningen är en version i färg av ett motiv från hans bok Svartedauen från 1901, med äventyrstecknarens egna tolkningar av farsoten. Landskapet i bakgrunden är från Sund i Lofoten.

I norsk folklore var Pesta  personifikationen av Digerdöden, det första utbrottet av en pestpandemi som drabbade Norge med oregelbundna mellanrum under perioden 1349 till 1654.
I gamla legender används namnet särskilt för en kvinnlig sjukdomsdemon. Figuren beskrivs ofta som en liten, gammal och gråblek gumma, med svarta ögon, svart, hängande hår och röda eller blåa kläder. Det sägs att hon gick från gård till gård och hade med sig sjukdomen. I händerna bar hon en kvast och en kratta: där "Pesta" sopade med kvasten skulle alla dö, där hon använde krattan skulle några överleva. Figuren kunde också bära en stor bok med namnen på dem som skulle dö. I flera berättelser kunde man se att hon också bar en lie, som Döden. Redovisningen av figuren varierar. I Setesdal var den stora döden ett flickebarn, hos samerna var rotto ett barn, en svart hund eller en katt. I Tuddal uppträdde pesten som en man med en stav och en bok under armen, eller som en hustru med kvast. Även i Vefsn kom pesten till byn som man och hustru.
Sagokonstnären Theodor Kittelsen gjorde figuren känd som huvudperson i sin Svartedauen, en samling teckningar, dikter och legender om pesten i Norge. Boken fanns tillgänglig som manuskript 1896 och publicerades 1900. Kittelsens Pesta var inspirerad av en gammal, bitter gammal kvinna som konstnären träffade när han bodde på Skåtøy utanför Kragerø och som han nämner i den anekdotiska Glemmebogen från 1892. 
I sin självbiografi Folk og trold från 1911 upprepar Kittelsen bland annat att hon var "värre än själva pesten [...] och det var så hon fick namnet".
Pesta är också titeln på det första albumet i komiska Solrunns saga skriven av Eirik Ildahl, illustrerad av Bjørn Ousland och utgiven av Bladkompaniet 1988.

## Galleri

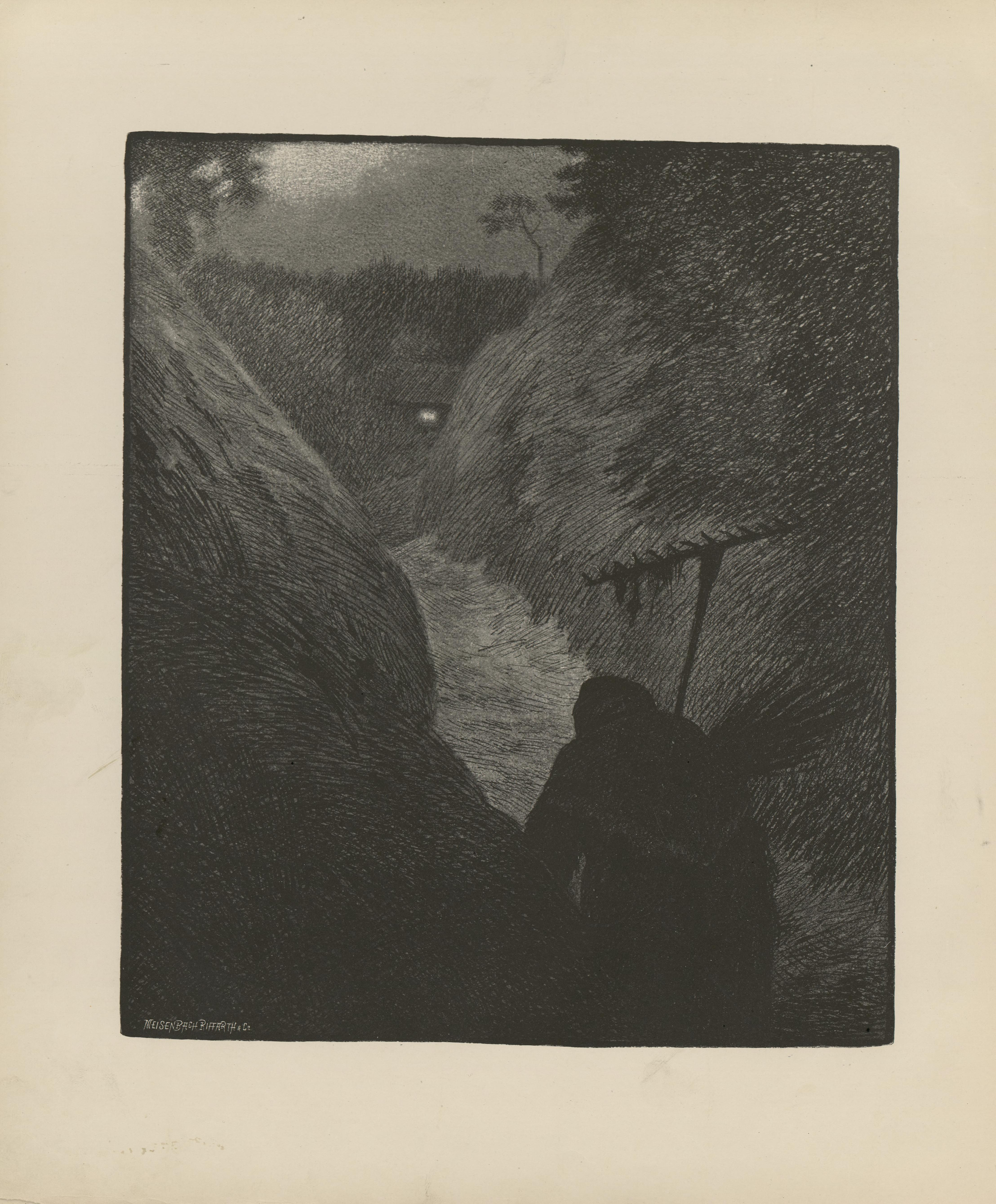
Digerdöden framställde som en gammal kvinna med sopkvast kg kratta i Th. Kittelsens Svartedauen, första utgåva 1900
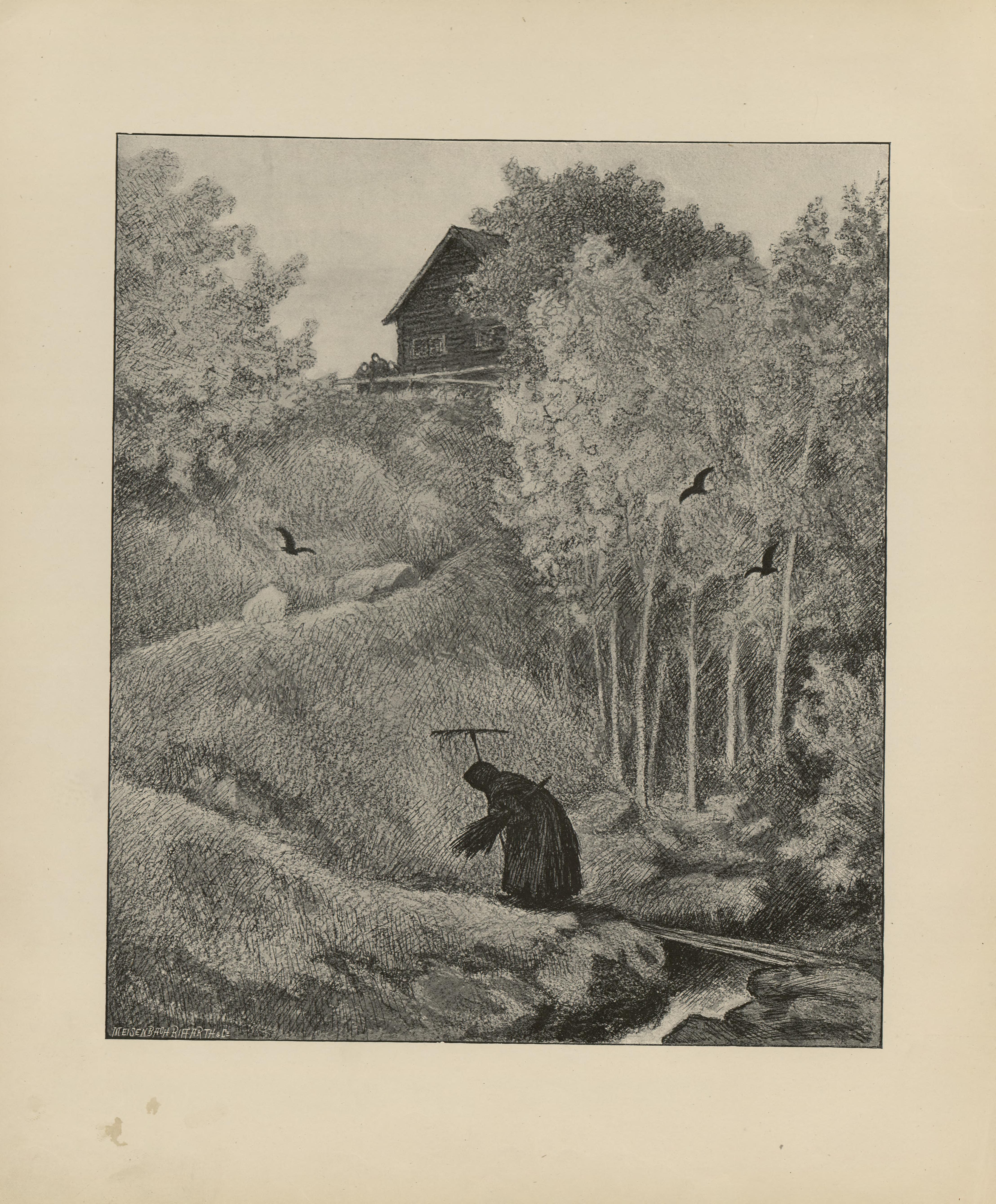
«Mor, det kommer en gammal gumma», från Svartedauen
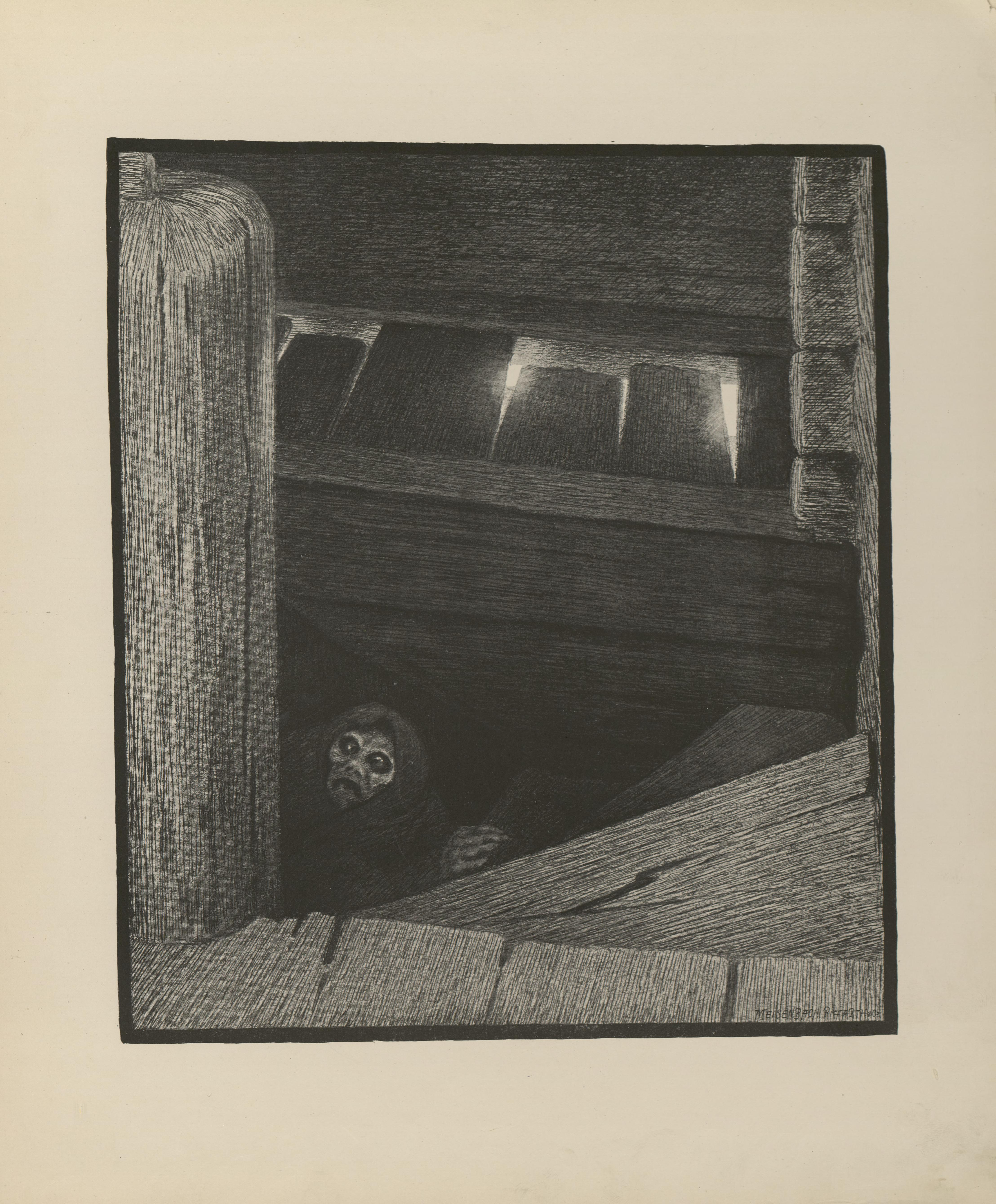
«Pesten i trappan», från Svartedauen
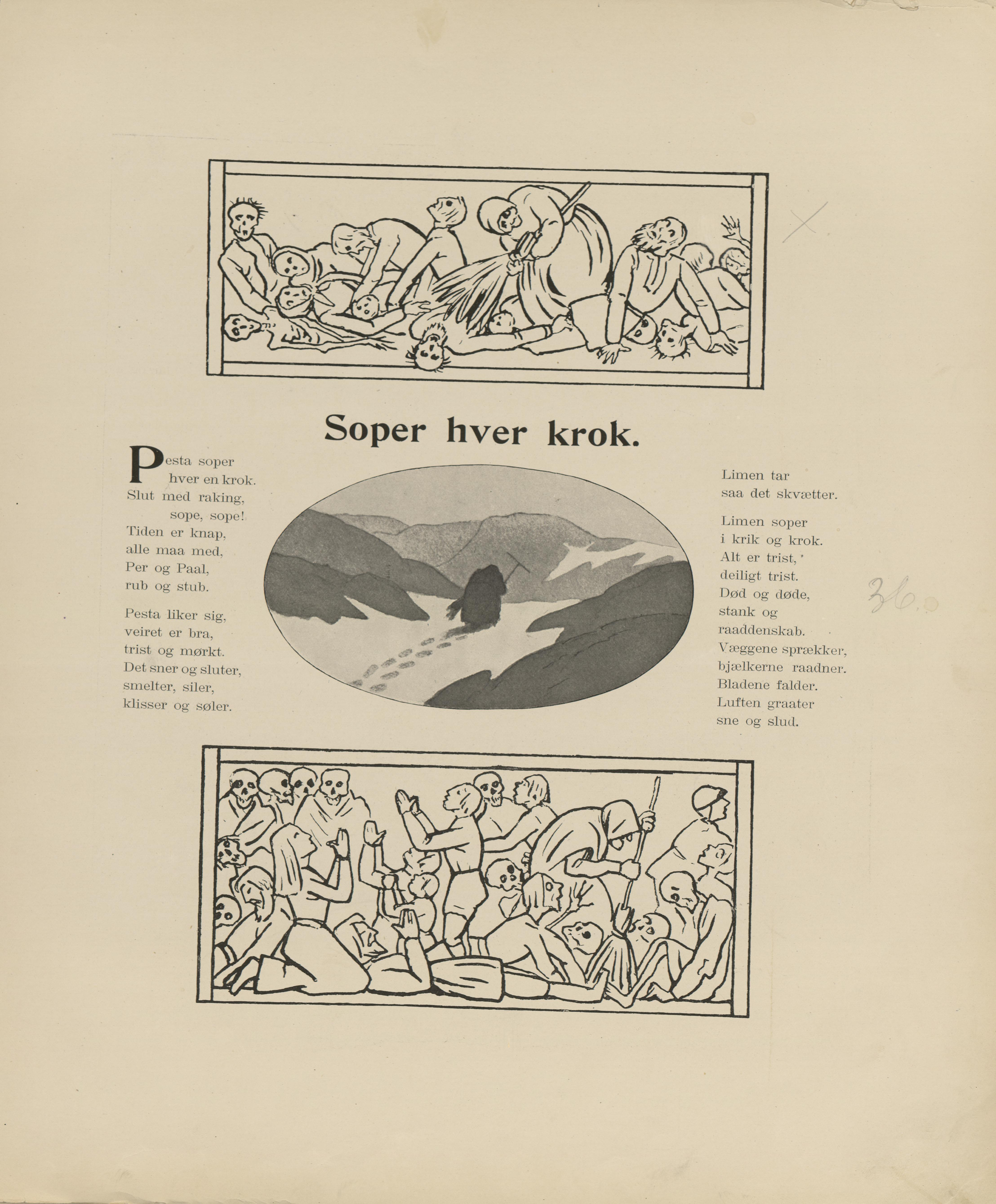
«Pesta sopar varje vrå», från Svartedauen
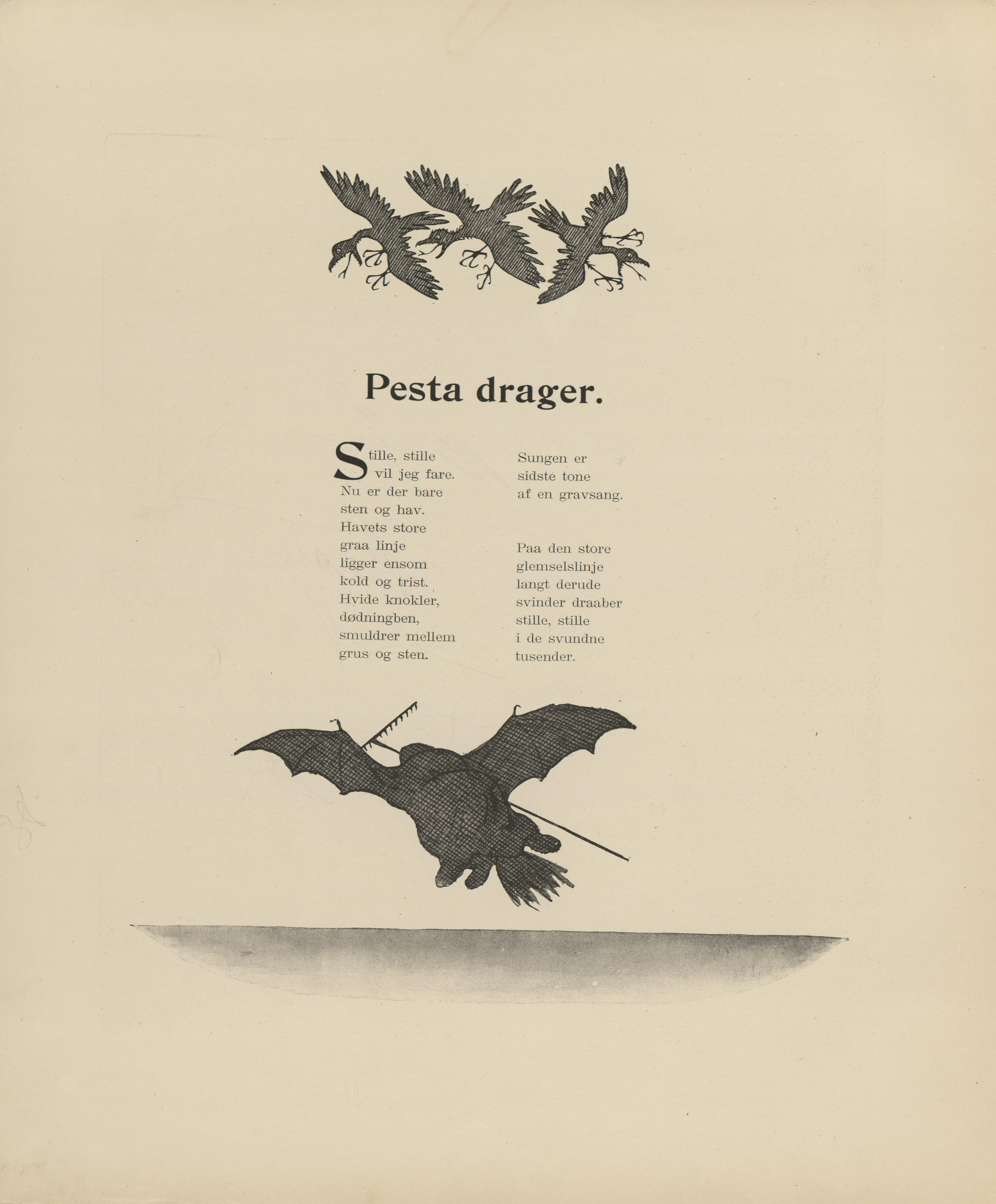
«Pesta drager», från Svartedauen